# Guðmundur Ingólfsson
Guðmundur Ármann Ingólfsson (* 28. April 1929 in Reykjavík; † 13. August 1987 in London, Vereinigtes Königreich) war ein isländischer Schwimmer.

## Werdegang
Guðmundur Ingólfsson nahm bei den Olympischen Sommerspielen 1948 in London im Wettkampf über 100 m Rücken teil. Er schied im Vorlauf aus.